# Septotrochammina
Septotrochammina ist eine Gattung gehäusetragender, meeresbewohnender Einzeller aus der Gruppe der Foraminiferen.

## Merkmale und Verbreitung
Die Gehäuse sind frei oder fest am Untergrund angeheftet, die Wandung ist dünn, biegsam und proteinbasiert, zusätzlich eingeschlossen finden sich geringste Mengen Schluff. Sie sind abgeflacht trochospiral und weisen zahlreiche Kammern und strahlförmige sekundäre Zwischenwände auf. Die Mittelachse der Spirale (der Umbilicus) ist unverwachsen, die in der letzten Kammer befindliche Apertur ist interiomarginal.
Die Gattung wurde bisher gefunden im Ost-Atlantik (Frankreich), West-Atlantik (Brasilien), in der Karibik (Venezuela) und im Pazifik (China).

## Systematik
Die Gattung wurde 1979 anhand eines chinesischen Exemplars von S.Y. Zheng erstbeschrieben, ältere Aufsammlungen wurden zuvor als Remaneica gonzalezi eingestuft.
- Septotrochammina plicata (Typusart)

## Nachweise
- Alfred R. Loeblich, Jr., Helen Tappan: Foraminiferal genera and their classification, E-Book des Geological Survey Of Iran, 2005, Online